# Lasiurus xanthinus
Lasiurus xanthinus (Thomas, 1897) è un pipistrello della famiglia dei Vespertilionidi diffuso nell'America settentrionale.

## Descrizione

### Dimensioni
Pipistrello di medie dimensioni, con la lunghezza totale tra 109 e 124 mm, la lunghezza dell'avambraccio tra 43 e 52 mm, la lunghezza della coda tra 45 e 50 mm, la lunghezza del piede tra 8 e 11 mm, la lunghezza delle orecchie tra 11 e 13 mm e un peso fino a 19 g.

### Aspetto
La pelliccia è lunga, densa, soffice e setosa. Il colore generale del corpo è giallastro chiaro. Il muso è appuntito e largo, dovuto alla presenza di due masse ghiandolari sui lati. Le orecchie sono corte, arrotondate e ben separate. Il trago è corto, stretto, con l'estremità arrotondata e curvato in avanti. Le ali sono attaccate posteriormente alla base dell'alluce. La coda è lunga e completamente inclusa nell'ampio uropatagio, il quale è per metà densamente ricoperto di lunghi peli gialli. Il calcar è lungo e leggermente carenato.

## Biologia

### Comportamento
Si rifugia solitariamente o in piccoli gruppi fino a 15 individui nel denso fogliame di alberi come le palme. L'attività predatoria inizia a tarda sera. Alcune popolazioni effettuano migrazioni e non sembrano entrare in ibernazione.

### Alimentazione
Si nutre di insetti volanti.

### Riproduzione
Gli accoppiamenti avvengono in autunno, mentre le femmine danno alla luce 1-4 piccoli alla volta all'anno a fine giugno.

## Distribuzione e habitat
Questa specie è diffusa nella parte meridionale della California, Arizona, Nuovo Messico, nel Texas sud-occidentale e nel Messico occidentale e centrale.
Vive nella vegetazione spinosa, savane, boschi isolati, pascoli, colture, aree residenziali e in palmeti all'interno di zone desertiche fino a 2.000 metri di altitudine.

## Conservazione
La IUCN Red List, considerato il vasto areale, la popolazione presumibilmente numerosa e la presenza in diverse aree protette, classifica L.xanthinus come specie a rischio minimo (Least Concern)).